# گارزا- سالیناس ۲ (تگزاس)
گارزا- سالیناس ۲ (به انگلیسی: Garza-Salinas II) یک منطقهٔ مسکونی در ایالات متحده آمریکا است که در تگزاس واقع شده‌است. گارزا- سالیناس ۲ ۷۱۹ نفر جمعیت دارد.